# Lijst van oorlogsmonumenten in Almere
De Nederlandse gemeente Almere telt vier oorlogsmonumenten. Hieronder een overzicht.
| Nr.  | Object                                                                       | Herdachte groep        | Ontwerper                             | Onthulling      | Type            | Locatie                 | Plaats        | Coördinaten                   | Foto                                                                         |
| ---- | ---------------------------------------------------------------------------- | ---------------------- | ------------------------------------- | --------------- | --------------- | ----------------------- | ------------- | ----------------------------- | ---------------------------------------------------------------------------- |
| 263  | Gedenksteen in het Bos der Onverzettelijken (verdwenen?)                     | verzet Nederland       | Dienst Publieke Werken                | 4 mei 1978      | gedenksteen     | Vrijheidsdreef, 1318    | Almere        | 52° 23' 2" NB, 5° 14' 36" OL  |                                                                              |
| 559  | Bos der Onverzettelijken                                                     | verzet Nederland       |                                       | 29 april 1993   | overig          | Vrijheidsdreef, 1318    | Almere        | 52° 23' 2" NB, 5° 14' 36" OL  | Meer afbeeldingen                                                            |
| 1745 | De Dolfijn                                                                   | algemeen               | Marcel Smink                          | 1 mei 1995      | beeld/sculptuur | Marktgracht, 1353 AH    | Almere Haven  | 52° 20' 10" NB, 5° 13' 9" OL  | De Dolfijn                                                                   |
| 3866 | Gedenkteken voor de bemanning van de bommenwerper Avro Lancaster B.III ED706 | geallieerde militairen | Mary Fontaine, 2000 / Beedesign, 2014 | 18 oktober 2014 | grafiek         | Windpark Jaap Rodenburg | Almere Pampus | 52° 13' 19" NB, 5° 49' 23" OL | Gedenkteken voor de bemanning van de bommenwerper Avro Lancaster B.III ED706 |

Almere ·
Dronten ·
Lelystad ·
Noordoostpolder ·
Urk ·
Zeewolde